# Jehan (Dichter)

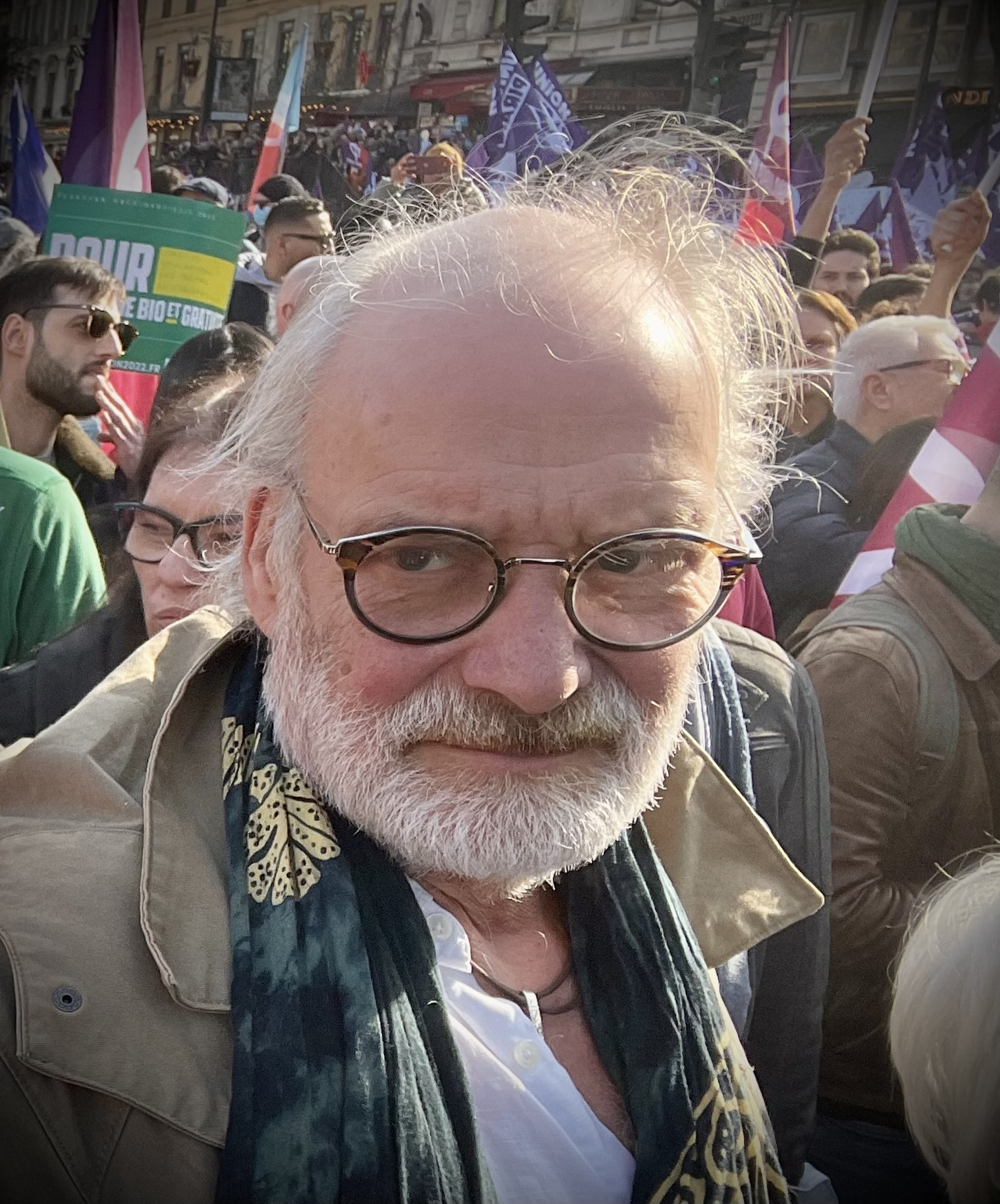
Jehan, 2022

Jehan (* 9. Juni 1957 in Montluçon als Jehan-Marie Cayrecastel) ist ein französischer Dichter, Komponist, Autor und Interpret. Er gehört zu den letzten Wandersängern Südfrankreichs mit ununterbrochener mündlichen Trobador-Überlieferung.

## Diskografie
- 1996: Paroles de Dimey
- 1998: Dimey Divin
- 1999: Les ailes de Jehan
- 2001: Live for Dimey - Made in Toulouse (mit Lionel Suarez)
- 2004: L'envers de l'ange
- 2006: Toulouse en chanson (Kompilation)
- 2006: Paysâme (Kompilation)
- 2007: Chante Bernard Dimey et Charles Aznavour - Le cul de ma sœur
- 2008: À la croque au sel
- 2011: La vie en blues
- 2016: Pacifiste inconnu  (mit Lionel Suarez, Chansons von Allain Leprest)
- 2019: Le disque en vers